# 格拉讷 (洛特省)
格拉讷（法語：Glanes，法語發音：[ɡlan]）是法国洛特省的一个市镇，属于菲雅克区。

## 地理
格拉讷（44°55'17"N, 1°52'46"E）面积2.72 平方千米，位于法国奧克西塔尼大區洛特省，该省份为法国西南部内陆省份，北起顺时针与科雷兹省、康塔爾省、阿韦龙省、塔恩-加龙省、洛特-加龍省和多尔多涅省接壤。
与格拉讷接壤的市镇（或旧市镇、城区）包括：塞尔河畔比亚尔、布勒特努、科尔纳克、塞尔河畔加尼亚克。

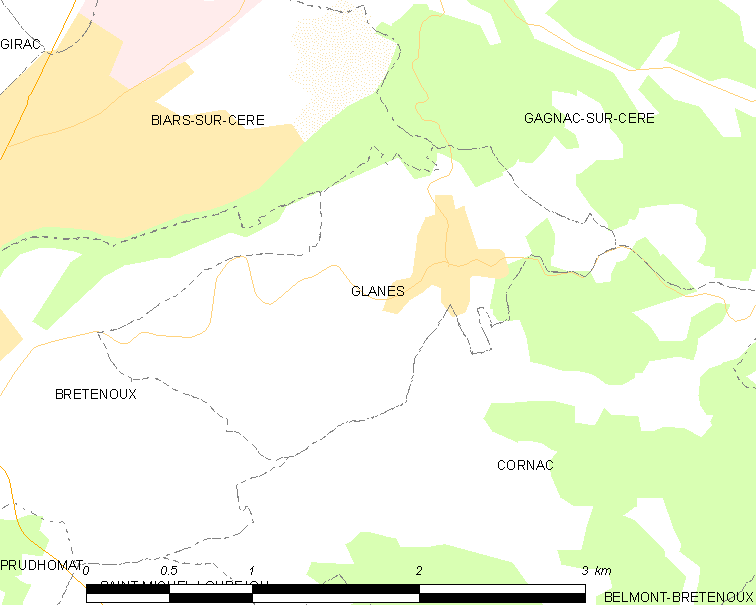
的OSM定位图

格拉讷的时区为UTC+01:00、UTC+02:00（夏令时）。

## 行政
格拉讷的邮政编码为46130，INSEE市镇编码为46124。

## 政治
格拉讷所属的省级选区为塞尔-塞加拉县。

## 人口

1962-2008年间人口变化图示

格拉讷于2022年1月1日时的人口数量为296人。